# Son Seals
Frank "Son" Seals (14 de agosto de 1942 - 20 de dezembro de 2004) foi um cantor e guitarrista de blues estado unidense. Começou a carreira ainda aos treze anos, gravou diversos álbuns pela gravadora Alligator Records e  recebeu o prêmio W.C. Handy Award em 1985, 1987 e 2001.

## Carreira
Nascido em Osceola, Arkansas onde seu pai, Jim "Son" Seals, era dono de um pequeno juke joint. Começou a se apresentar profissionalmente aos 13 anos, primeiro como baterista da banda de Robert Nighthawk, e mais tarde como guitarrista. Aos 16 anos, começou a tocar no T-99 que ficava na parte de cima do Echelon Club, com Walter Jefferson, "Little Walter", que era seu cunhado. No T-99 tocou com muitos outros músicos como: Albert King, Rufus Thomas, Bobby Bland, Junior Parker e Rosco Gordon. Os estilos variados contribuíram para o desenvolvimento das técnicas desenvolvidas por Seals para tocar. Enquanto tocava no T-99, ele também foi apresentado à música country-western por Jimmy Grubbs, que convidou Seals para tocar esporadicamente com sua banda tanto na guitarra quanto na bateria. Aos 19 anos, Seals formou sua própria banda para tocar em um clube local em Osceola chamado Rebel Club. Pouco tempo depois, um homem de Little Rock, Arkansas apareceu à procura de "Little Walter" para um show em seu bar, mas quando a proposta foi recusada por Walter, Seals foi convidado. Os membros da banda chamada  “Son Seals and the Upsetters” eram “Old man Horse” (Johnny Moore) no piano, Alvin Goodberry na bateria, guitarra e baixo ou piano, “Little Bob” (Robinson) nos vocais e Walter Lee “Skinny Dynamo” Harris no piano.
Em 1971, Seals se mudou para Chicago. Sua carreira decolou depois que foi descoberto por Bruce Iglauer da Alligator Records no 'Flamingo Club'. Seu primeiro disco, The Son Seals Blues Band, foi lançado em 1973. O álbum inclui "Your Love Is Like a Cancer" e "Hot Sauce". Em 1976 lançou Midnight Son e em 1978 Live and Burning. Pelas próximas duas décadas Seals continuou gravando discos.
Em 2002, Seals participou das gravações de um álbum tributo a Bo Diddley,  Hey Bo Diddley - A Tribute!, tocando a música "My Story" ("Story of Bo Diddley").
Durante sua vida, Seals passou por diversos problemas, em 1997 um tiro disparado por sua mulher acertou seu queixo, sendo necessária uma cirurgia de reconstrução. Em 1999 uma parte de sua perna esquerda teve de ser amputada devido a complicações causadas por diabetes. Perdeu vários bens durante um incêndio em sua casa enquanto estava fora tocando em um show, e teve algumas de suas guitarras furtadas. Depois de seus problemas com saúde, Seals usou diversas bandas como acompanhamento para apresentações em turnês como os grupos de James Soleberg, Jimmy Vivino e Big Jim Kohler.
Son Seals faleceu em 2004, aos 62 anos, vítima de complicações causadas por diabetes. Deixou uma irmã e 14 filhos.

## Discografia
| Ano  | Álbum                         | Selo      |
| ---- | ----------------------------- | --------- |
| 1973 | The Son Seals Blues Band      | Alligator |
| 1976 | Midnight Son                  | Alligator |
| 1978 | Live And Burning              | Alligator |
| 1980 | Chicago Fire                  | Alligator |
| 1984 | Bad Axe                       | Alligator |
| 1991 | Living In The Danger Zone     | Alligator |
| 1994 | Nothing But The Truth         | Alligator |
| 1996 | Live - Spontaneous Combustion | Alligator |
| 2000 | Lettin' Go                    | Telarc    |
| 2002 | Deluxe Edition                | Alligator |